# Theodore von Kármán
Theodore von Kármán (11. května 1881 Budapešť – 7. května 1963 Cáchy) byl americký termodynamik židovského původu.

## Život
Narodil se jako Szőllőskislaki Kármán Tódor v rodině Mořice Kármána a Heleny Konnové; jedním z jeho předků byl pražský rabín Jehuda Löw ben Becalel. Vystudoval technickou univerzitu v Budapešti, posléze emigroval do Německa, kde získal doktorát na univerzitě v Göttingenu, a nakonec do USA, kde působil jako profesor na Kalifornském technickém institutu (Caltech) v Pasadeně. Od roku 1951 působil jako ředitel oddělení pro letecký výzkum NATO a od roku 1960 jako první prezident Mezinárodní astronautické akademie. Zabýval se teoretickými otázkami letů raket. Byl jedním ze zakladatelů americké astronautiky, ve 30. a 40. letech vychoval stovky specialistů. Po 2. světové válce se podílel na pátrání po německých raketových odbornících a zkomponoval představu využití letectva ve 3. světové válce.

## Vědecké příspěvky
- Kármánova hranice
- Kármánova vírová stezka